# Festiwal w Akce
Festiwal Izraelskiego Teatru Alternatywnego (hebr. הפסטיבל לתיאטרון ישראלי אחר; ang. The Acco Festival of Alternative Israeli Theatre) – festiwal teatralny odbywający się od 1980 roku w mieście Akka, w Izraelu. Festiwal ma podtytuł w oryginale: Festiwal Izraelskiego Teatru Innego.

## Historia
Festiwal Izraelskiego Teatru Alternatywnego w Akce jest organizowany corocznie od 1980 roku. Inicjatorem jego powstania był aktor i reżyser Oded Kotler. Dwukrotnie w swojej historii został przesunięty - za każdym razem z powodu zamieszek społecznych. Pierwszy raz w październiku 2000 roku podczas intifady Al-Aksa, a drugi raz podczas zamieszek w czasie żydowskiego święta Jom Kipur w 2008 roku (termin przesunięto na czas święta Chanuka w grudniu).

## Informacje ogólne
Festiwal odbywa się co roku w trakcie trwającego przez tydzień żydowskiego święta Sukkot (wrzesień-październik). Od 2000 roku jego organizatorem są władze miejskie Akki, we współpracy z Ministerstwem Kultury, Stowarzyszeniem Rozwoju Starej Akki (ang. The Old Acre Development Company Ltd., OADC) i zagranicznymi fundacjami dobroczynnymi. Festiwal jest symbolem współistnienia arabskich i żydowskich mieszkańców miasta. Przedstawienia przygotowują arabscy i żydowscy dramaturdzy, występują też wspólne młodzieżowe zespoły teatralne.
Festiwal promuje zjawiska z nurtu teatru alternatywnego, oferując widzom szeroką gamę widowisk i wydarzeń artystycznych, teatru ulicznego, koncerty, warsztaty i konferencje. Wiele z nich ma miejsce w zabytkowej przestrzeni Starego Miasta.